# جف توماس
جف توماس (به انگلیسی: Geoff Thomas) بازیکن فوتبال زادهٔ ۵ اوت ۱۹۶۴ اهل کشور انگلستان بود که سابقهٔ بازی در تیم ملی فوتبال انگلستان را در کارنامهٔ خود دارد. وی در تاریخ ۱ مه ۱۹۹۱ نخستین بازی ملی خود را در مقابل تیم ملی فوتبال ترکیه انجام داد و با حضور در ۹ بازی ملی، در تاریخ ۱۹ فوریه ۱۹۹۲ واپسین بازی ملی‌اش را در برابر تیم ملی فوتبال فرانسه برگزار کرد.